# Serralunga d’Alba
Serralunga d’Alba – miejscowość i gmina we Włoszech, w regionie Piemont, w prowincji Cuneo.
Według danych na rok 2004 gminę zamieszkiwało 491 osób, 61,4 os./km².

## Zabytki
- twierdza średniowieczna z XIV wieku[1]